# H A Peter
Peter Adolf Fleischner (pseudonym H A Peter), född 10 november 1904 i Wien, Österrike, död 13 april 1977 i Borås Gustav Adolfs församling, Älvsborgs län, var kompositör och musiker med piano och klarinett som huvudinstrument. Han var verksam i Borås som musiklärare och sångpedagog 1944-1977. Som kormästare arbetade han även på Wiener Philarmoniker under Wilhelm Furtwängler.
Då han var av judisk börd flydde han 1938 undan tyskarna och tog sig via Ungern och Baltikum till Finland. Via kontakter i Sverige kom han 1944 till Borås.

## Namn
Sveriges Släktforskarförbunds CD med mantalsuppgifter från Älvsborgs län 1971, noterar Fleischner med Adolf som enda förnamn, så även Sveriges Dödbok 1901-2009 av samma utgivare. 
STIM (Svensk Musik) noterar hans verk (56 titlar) under namnet Adolf Fleischner, sökning via pseudonymen H A Peter leder också dit.